# Gösgen

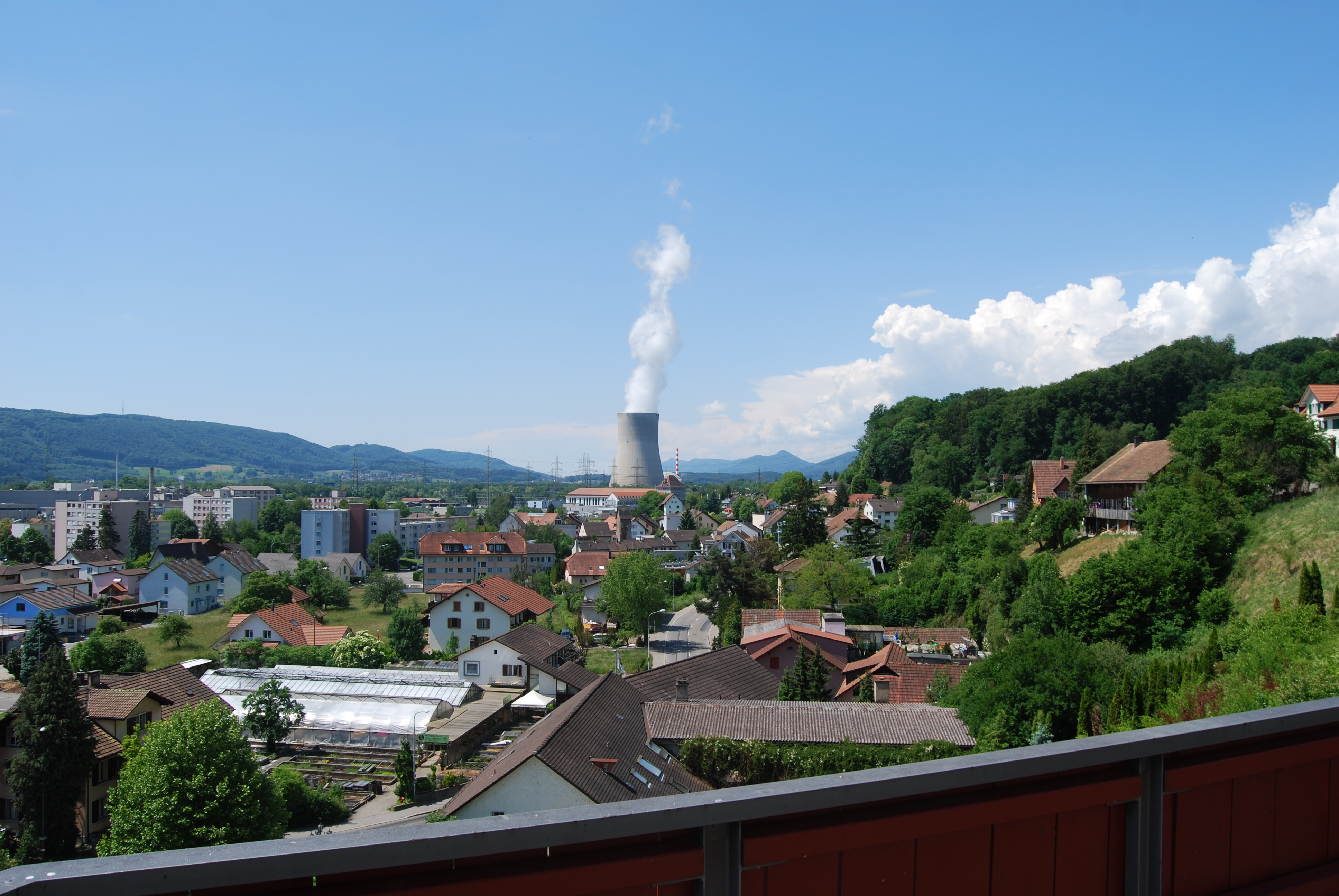
Niedergösgen en de kerncentrale Gösgen

Gösgen is het meest oostelijke district van het kanton Solothurn. Het district grenst aan het kanton Aargau. Het district heeft een oppervlakte van 68,81 km² en heeft 22.646 inwoners (eind 2004). De hoofdplaats is Niedergösgen.
Het district bestaat uit de volgende gemeenten:
| Gemeentenaam        | Inwoners (31/12/2005) | Oppervlakte (km²) |
| ------------------- | --------------------- | ----------------- |
| Erlinsbach          | 2937                  | 8.90              |
| Hauenstein-Ifenthal | 290                   | 5,30              |
| Kienberg            | 513                   | 8,53              |
| Lostorf             | 3636                  | 13,27             |
| Niedergösgen        | 3790                  | 4,33              |
| Obergösgen          | 2057                  | 3,63              |
| Rohr                | 94                    | 2,25              |
| Stüsslingen         | 1001                  | 6,15              |
| Trimbach            | 6176                  | 7,66              |
| Winznau             | 1667                  | 4,00              |
| Wisen               | 407                   | 4,79              |
| Total (11)          | 22'568                | 68.81             |

Met ingang van 1 januari 2006 werden de gemeenten Niedererlinsbach en Obererlinsbach tot de gemeente Erlinsbach samengevoegd.
Bucheggberg · Dorneck · Gäu · Gösgen · Lebern · Olten · Solothurn · Thal · Thierstein · Wasseramt